# Yusaku Hanakuma
Yusaku Hanakuma (Tokio, 1967) es un dibujante de manga y el más conocido representante del estilo "heta-uma" (mangas dibujados con apariencia medio torpe). Su obra más popular es Tokyo Zombie, un manga humorístico de terror, seleccionado por Paul Gravett como uno de los 1001 cómics que hay que leer antes de morir.
El éxito de este manga es tal que sus protagonistas, Fujio y Mitsuo, han aparecido en campañas de publicidad de Japón y existen infinidad de productos derivados de estos personajes. 
Yusaku Hanakuma es además cinturón negro de Jiu-Jitsu.